# Cut and Shoot
Cut and Shoot è un comune (city) degli Stati Uniti d'America della contea di Montgomery nello Stato del Texas. La popolazione era di 1.070 abitanti al censimento del 2010.

## Geografia fisica
Secondo lo United States Census Bureau, la città ha una superficie totale di 7,02 km², dei quali 7,02 km² di territorio e 0 km² di acque interne (0% del totale).

## Origini del nome
Secondo una leggenda locale, Cut and Shoot deve il suo nome a uno scontro avvenuto nella comunità nel 1912 che ha quasi portato alla violenza. Secondo diverse versioni della storia, la disputa era o finita:
- Il progetto di un nuovo campanile per l'unica chiesa della città,
- Il problema di chi dovrebbe essere permesso di predicare lì, o
- Le rivendicazioni di terra conflittuali tra i membri della chiesa.

Qualunque fossero le circostanze, secondo quando riferito, un ragazzino della scena disse "sto per tagliare l'angolo e sparare tra i cespugli in un minuto!" Questa affermazione apparentemente rimase nelle menti dei residenti e fu infine adottata come nome della città. È stata notata frequentemente sulle liste dei luoghi con nomi insoliti.

## Storia
La città di Cut and Shoot guadagnò fama quando il pugile locale Roy Harris, un contendente dei pesi massimi, lottò con Floyd Patterson per il titolo dei pesi massimi nel 1958. Harris apparse sulla copertina di Sports Illustrated ed è apparse su Life. Tanta posta era indirizzata a "Roy Harris, Cut and Shoot, Texas" che il servizio postale degli Stati Uniti concedeva alla città un ufficio postale in franchising.
Le statistiche demografiche non sono state segnalate per la comunità fino alla metà degli anni 1970, quando il numero dei residenti era di 50. Nel 1980 la comunità incorporata possedeva una popolazione di 809 abitanti, aveva un nuovo municipio e sosteneva sia una scuola che diverse aziende.

## Società

### Evoluzione demografica
Secondo il censimento del 2010, la popolazione era di 1.070 abitanti.

### Etnie e minoranze straniere
Secondo il censimento del 2010, la composizione etnica della città era formata dall'87,2% di bianchi, l'1,03% di afroamericani, lo 0,84% di nativi americani, lo 0,19% di asiatici, lo 0,09% di oceanici, l'8,22% di altre razze, e il 2,43% di due o più etnie. Ispanici o latinos di qualunque razza erano il 15,05% della popolazione.